# 坦盖尔机场
坦盖尔机场（英語：Tangail Airport）是孟加拉国坦盖尔市的一个机场。机场始建于1967年，服务坦盖尔县和周边地区，主要用于农业用途。1970年代，有多架货运飞机在当地稻田播撒农药。由于当地政府的疏忽，机场自1976年以来一直未得到维护。